# Sinwon-dong
Sinwon-dong (koreanska: 신원동) är en stadsdel i Sydkoreas huvudstad Seoul. Den ligger i stadsdistriktet Gwanak-gu i den sydvästra delen av staden.